# Patrick Cohen
Pour les articles homonymes, voir Cohen.
Ne doit pas être confondu avec Patrick Cohen (pianiste).
Patrick Cohen, né le 7 septembre 1962 à Paris, est un journaliste français.
Il est connu pour avoir été l'animateur du 7/9 sur France Inter entre 2010 et 2017. Il a exercé aussi sur Europe 1 de 2017 à 2021. Il revient à Radio France en août 2021 pour présenter L'Esprit public sur France Culture. Il quitte Radio France en septembre 2023. En juillet 2024, son retour sur France Inter est annoncé pour la rentrée de septembre; il devrait intervenir en tant qu'éditorialiste politique de la matinale.
À la télévision, il est chroniqueur sur France 5 dans l'émission C à vous depuis 2011.

## Biographie

### Formation et débuts professionnels
Patrick Cohen naît le 7 septembre 1962 à Paris dans une famille marocaine, d'un père ingénieur, patron d'une PME de chaudronnerie, et d'une mère femme au foyer. Il a aussi deux grands-parents siciliens. Son père est catholique, né d'un père juif, et sa mère est catholique.
Il grandit à Montreuil (Seine-Saint-Denis) où il obtient le bac scientifique à 16 ans. Après avoir échoué au concours d’entrée de Sciences-Po, il décroche une maîtrise de droit, et sort diplômé de l'École supérieure de journalisme de Lille (59e promotion),. Il est auparavant passé par les bancs du centre universitaire Pierre-Mendès-France Tolbiac (Paris-I), dans le 13e arrondissement, où il était militant au syndicat étudiant UNEF. Il effectue son service militaire à la base aérienne 114 Aix-Les-Milles mais en simulant la folie, il parvient à être réformé au bout d'un mois.
Il commence sa carrière à la radio dans les années 1980 sur les ondes du service public avec un stage sur Fréquence Nord. Il est ensuite reporter puis présentateur et rédacteur en chef adjoint à RFO Guyane et Radio France internationale, et travaille également à la rédaction de France Info.

### 1994-2007: RTL
En 1994, Patrick Cohen rejoint la rédaction de RTL. Il y présente des journaux, réalise des reportages, puis anime l'émission de libre-antenne Les auditeurs ont la parole.
En 1998, il rejoint le service politique de la station pour notamment couvrir l'élection présidentielle française de 2002 et conduire l'entretien dominical Le Grand Jury à partir de 2001.
D'août 2005 à juin 2006, il prend les commandes pendant un an de la matinale RTL Matin de 7 h à 8 h. À compter de septembre 2006, il reprend la présentation du journal de 18 h RTL Soir, car son présentateur, Hervé Beroud, devient directeur de la rédaction de la station.

### 2007-2008: France Inter et Canal+
En septembre 2007, après treize années sur RTL, Patrick Cohen rejoint la rédaction de France Inter en tant que rédacteur en chef du journal de la matinale et présentateur du journal de 8 h dans le 7/10 de Nicolas Demorand,. Il ne reste qu'un an dans la station publique qu'il quitte en juin 2008.
Il fait d'autre part ses premiers pas en 2007 dans Un café, l'addition de Pascale Clark le samedi à 13 h 45 sur Canal+.

### 2008-2010: Europe 1
En août 2008, Patrick Cohen rejoint la station Europe 1 pour coanimer avec Marie Drucker Europe 1 Soir du lundi au vendredi de 18 h à 20 h,. Il intervient également dans l'interview dominicale Le Grand Rendez-vous et est aussi le remplaçant de Marc-Olivier Fogiel à la matinale (7 h - 9 h 30) pendant cette saison 2008-2009.
En août 2009, il reprend seul la présentation de Europe 1 soir de 18 h à 19 h 30, alors que Marie Drucker anime une émission hebdomadaire de décryptage de l'actualité.

### 2010-2017: retour sur France Inter
En septembre 2010, à la suite du départ de Nicolas Demorand de la matinale de la station, Patrick Cohen revient sur France Inter aux commandes du Sept neuf avec pour mission d'en « améliorer encore la vivacité et la réactivité » selon Philippe Val, directeur de France Inter,. Le 10 mai 2017, il annonce sa démission de France Inter pour rejoindre Europe 1 à la rentrée 2017.

### Depuis 2011: France 5
En août 2011, Patrick Cohen rejoint l'équipe de l'émission C à vous présentée par Anne-Élisabeth Lemoine (anciennement présentée par Alessandra Sublet et Anne-Sophie Lapix) sur France 5, succédant ainsi à Nicolas Poincaré et Thierry Dugeon.

### 2017-2021: retour sur Europe 1
L'arrivée de Patrick Cohen sur Europe 1 constitue l'un des principaux transferts de présentateurs en 2017 : il succède à Thomas Sotto à la matinale, qu'il renomme Europe Matin tout en devenant directeur délégué de la station. En dépit de son arrivée attendue à Europe 1, il échoue à augmenter une audience en forte baisse depuis 2016. De ce fait, des changements sont actés le 8 janvier 2018 où il prend en main le journal de 8 h. La chute de l'audience se poursuit (−810 000 auditeurs en un an). Selon Le Figaro, la matinale de Patrick Cohen fait fuir les auditeurs les plus conservateurs et n'aurait pas attiré ceux de France Inter.
Le 4 juin 2018, la matinale d'Europe 1 est retirée à Patrick Cohen, Nikos Aliagas récupérant cette tranche d'information à la rentrée. Cependant, à partir de septembre 2018, Patrick Cohen se voit confier la case de David Abiker pour présenter, les samedis et dimanches matins, C'est arrivé cette semaine et C'est arrivé demain.
À partir de la rentrée 2020, il anime le journal de la mi-journée suivi, à 12 h 45, d'une interview d'une personnalité de la société civile.
Le 30 juin 2021, il se joint aux intervenants devant le siège d'Europe 1 lors d'un rassemblement organisé à l’appel de l’intersyndicale (SNJ-CGT - CFTC - FO) et de la société des rédacteurs d’Europe 1 pour dénoncer « l’emprise croissante » de Vincent Bolloré dans les médias : « Le modèle qui est en train de gagner aujourd’hui […] est celui qui cherche à produire non pas de l’information et de la connaissance, non pas non plus du lien social […] mais au contraire à créer des controverses, des fractures, à dresser une partie de la France contre l’autre, voire y compris par des appels à la haine, ça a été jugé par les tribunaux. »
Il quitte la station en juillet 2021.

### Depuis 2018: LCP - Assemblée nationale
Patrick Cohen anime depuis le 4 novembre 2018 l'émission Rembob'INA  qui reprend des images d'archives de la télévision française tout en invitant des protagonistes de l’époque à les commenter tandis qu'Agnès Chauveau, directrice déléguée de l’Institut national de l'audiovisuel, spécialiste des médias et historienne de formation, ainsi que Richard Poirot, coordinateur éditorial à l'INA, rappellent le contexte et parlent des critiques émises lors de leurs diffusions.

### 2020-2021: France 2
D'octobre 2020 à juillet 2021, Patrick Cohen anime avec Anne-Élisabeth Lemoine, 6 à la maison une émission en seconde partie de soirée sur France 2 diffusée durant le couvre-feu dû à la Covid-19.

### 2021-2023: retour sur Radio France
Pour la rentrée 2021, Patrick Cohen fait son retour chez Radio France en animant l'émission L'Esprit public sur France Culture.
Le 26 mai 2023, deux ans après son retour, il annonce quitter Radio France en septembre, déçu de ne pas reprendre la matinale de France Info à la rentrée 2023, comme c'était pourtant prévu. Mais la perspective d'une concurrence entre la matinale de France Inter et de France Info a convaincu la direction de ne pas nommer Patrick Cohen, précipitant son départ à partir de juillet 2023. En juillet 2024, son retour à France Inter est annoncé prévu pour l’édito politique de la matinale à partir de septembre. L’éviction de Yaël Goosz de la matinale de France Inter, victime du retour annoncé de Patrick Cohen entraîne le 11 juillet le vote d'une motion de défiance des rédactions contre Adèle Van Reeth,,.

### Activité de soutien àCharlie Hebdo
Patrick Cohen coanime avec Anne-Sophie Lapix et Nagui le 11 janvier 2015 une soirée de soutien à Charlie Hebdo intitulée « Je suis Charlie » sur France 2, France Inter, France Culture, France Bleu, TV5 Monde et la RTBF.

### Vie privée
Patrick Cohen est marié à la journaliste Alexandra Cooren, avec laquelle il a trois enfants.

## Critiques
Des journalistes et hommes politiques accusent Patrick Cohen de manquer au principe d'impartialité et d'infraction au code de déontologie journalistique,.

### Droit à l'antenne de personnalités controversées
En mars 2013, une polémique éclate à la suite d'un débat avec Frédéric Taddeï au cours de l'émission C à vous sur France 5. Patrick Cohen reproche à l'animateur de Ce soir (ou jamais !) de donner la parole à ceux qu'il considère comme des « cerveaux malades », et il cite au passage quatre noms : Tariq Ramadan, Dieudonné, Alain Soral et Marc-Édouard Nabe. Ses propos ont été repris, et Daniel Schneidermann dit même — traduisant la pensée de Patrick Cohen — qu'« ils ont contrevenu à un dogme » et, analysant cette « liste noire », il juge que : « Se priver d’invités intéressants parce qu’on n’est pas d’accord avec eux est, pour un journaliste payé par le contribuable, une faute professionnelle. Et non seulement c’est indéfendable, mais c’est contre-productif,». Patrick Mandon, commentant la polémique, avance : « Le second métier de M. Cohen serait plutôt censeur des ondes officielles d’État ». L'association de critique des médias Acrimed soulignera par la suite les contradictions et la « mauvaise foi » de Patrick Cohen, notamment lorsque celui-ci estime qu'il ne faut pas priver de parole Éric Zemmour car, selon lui, les téléspectateurs ne sont pas « des imbéciles » et sont « capables de faire la part des choses ».
En décembre 2013, Dieudonné réagit aux prises de position de Patrick Cohen en lui consacrant un passage de son one-man-show Le Mur. L'humoriste commente : « Tu vois, lui, si le vent tourne, je ne suis pas sûr qu'il ait le temps de faire ses valises. Moi, tu vois, quand je l'entends parler, Patrick Cohen, je me dis, tu vois, les chambres à gaz… Dommage ! ». Radio France dépose plainte. Ces propos contribuent à l'extrême tension politique entourant les activités de Dieudonné durant l'hiver 2013-2014.

### Licenciement de Yann Moix duFigaro
Dans le direct de l'émission C à vous du 13 mai 2015, Yann Moix déclare vouloir « crever l'abcès » face à Patrick Cohen : il reproche à Cohen d'avoir cherché à le faire licencier du Figaro, où il était chroniqueur littéraire, en raison d'un désaccord avec une chronique qu'il avait écrite. Yann Moix déclare avoir pris connaissance d'un courriel, transféré par son rédacteur en chef et signé de Patrick Cohen, où cette demande de licenciement était explicite. Cohen se justifiant à l'antenne en réaffirmant son désaccord avec le contenu de la chronique, Moix déclare que le problème « n'est pas de dire ce qu'on pense mais de demander par derrière à ce qu'on vire quelqu'un » et que « la méthode qui consiste à dire devant tout le monde ce qu'on pense dans un journal est beaucoup plus acceptable ». Patrick Cohen reconnaît s'être adressé en privé au rédacteur en chef du Figaro, tout en niant avoir demandé un licenciement,.

### Critique du rôle deMediapartdans l'affaire Benalla
Lors d'une interview d'Edwy Plenel, fondateur de Mediapart dans l'émission C à vous du 6 février 2019, Patrick Cohen se montre très critique envers son invité et le procédé consistant à utiliser des écoutes portant sur des conversations privées dans l'affaire Benalla, même si ces écoutes datent de sept mois et ont permis à Mediapart de révéler des conversations d'Alexandre Benalla, en violation de son contrôle judiciaire, en se prévalant du soutien du président de la République et en faisant allusion à un contrat avec un oligarque russe initié alors qu'il était encore à l'Élysée. Edwy Plenel reproche alors à Patrick Cohen de n'être pas solidaire de la réaction unanime des sociétés de journalistes contre la tentative de perquisition la veille contre Mediapart,.

### Contestation de la dangerosité du glyphosate et plainte pour diffamation
Le 5 juin 2018 lors d'un débat avec Yannick Jadot sur France 5, Patrick Cohen conteste la dangerosité du glyphosate.
Le 26 avril 2019, Patrick Cohen remet en cause l'étude du professeur Gilles-Éric Séralini, qui souligne les dangers du glyphosate utilisé par la firme Monsanto, en indiquant que cette étude est « l’une des pires tromperies scientifiques de ces dix dernières années (...) Il y a eu un tollé immédiat, l’étude était fausse. Comment présenter Seralini comme un témoin de moralité dans la bataille contre Monsanto ? ». Le professeur Gilles-Éric Séralini porte plainte pour diffamation.
Le procès pour diffamation a lieu le 1er septembre 2023. Séralini est débouté et Patrick Cohen relaxé le 17 octobre 2023.

### Accusations infondées contre Sabrina Ben Ali
Selon une enquête de vérification des faits d'Alexandre Hervaud dans Libération du 19 janvier 2017, Patrick Cohen a repris à son compte les calomnies de Martin Hirsch contre Sabrina Ben Ali, interne urgentiste ayant dénoncé ses conditions de travail dans une vidéo vue onze millions de fois sur les réseaux sociaux alors qu'elle avait accepté de répondre à un reporter de France Inter. Patrick Cohen l'accuse de n'être ni urgentiste ni salariée de l'AP-HP, mais elle produit des feuilles de paie de l'AP-HP, avec qui était alors en contrat l'hôpital privé au service duquel elle avait été placée, dans le 20e arrondissement de Paris et où elle travaillait aux urgences depuis trois mois. L'enquête de Libération prouve par ailleurs que cet hôpital privé disposait bien d'un service d'urgence. Sabrina Ben Ali était alors responsable bénévole de la commission santé du Parti de gauche. La polémique est alors reprise par plusieurs grands quotidiens nationaux, comme Le Monde, Le Parisien ou L'Express, ainsi que par l'observatoire des médias Acrimed. Le Quotidien du médecin estime qu'elle a été « calomniée mais confortée ». Malgré les rectificatifs, France Inter n'a pas modifié la page de son site internet qui fait mention de l'affirmation de Patrick Cohen accusant la médecin de témoigner sur les services d'urgence sans y travailler.
En 2019, l'observatoire Acrimed publie de larges extraits d'un livre publié par Sabrina Ben Ali dans lequel celle-ci accuse Patrick Cohen de mensonges. Acrimed estime qu'il est devenu un symbole, par ses méthodes, de « l'impunité » de certains « médiacrates ». Sabrina Ben Ali précise qu'elle ne mentionnait à aucun moment l’AP-HP, ni dans sa vidéo virale, ni dans son entretien sur France Inter. Selon elle, Patrick Cohen a en réalité diffusé un montage réalisé par France Inter utilisant pour partie une vidéo de 2016, où elle mentionnait l'AP-HP car elle travaillait alors dans un établissement public de l'AP-HP.

### Polémique après le drame de Crépol en novembre 2023
Patrick Cohen se fait remarquer après la mort de Thomas Perotto à Crépol par une chronique jugée, par l’extrême droite, favorable aux membres du groupe mis en examen dont fait partie l'auteur du coup mortel. Malgré ses dénégations, sa chronique est toujours controversée .
En avril 2024, l’Autorité de régulation de la communication audiovisuelle et numérique (Arcom) qui avait été saisie par la députée RN Laure Lavalette, tout en faisant valoir que les commentaires de Patrick Cohen s’inscrivaient « dans le cadre d'un éditorial épousant le parti pris engagé et assumé », juge que « certains propos, dénués de précautions oratoires et énoncés sur un mode déclaratif, ne satisfaisaient pas aux exigences de mesure, de rigueur et d'honnêteté.» Elle demande à France 5 de « faire preuve d'une vigilance accrue » du « cahier des charges de France Télévisions ».

### Mise en cause pour harcèlement moral
En juin 2025, Patrick Cohen est publiquement mis en cause par la ministre de la Culture Rachida Dati lors de son passage dans l’émission C à vous, sur France 5. Refusant de répondre à une question du journaliste, la ministre évoque en direct une enquête de Mediapart portant sur des accusations de harcèlement moral visant Patrick Cohen, lorsqu’il était à la tête de la matinale de France Inter entre 2010 et 2017.[réf. nécessaire] Selon Mediapart, 19 témoignages anonymes de collaborateurs et collaboratrices de Radio France dénoncent un management jugé « anxiogène, toxique et stressant », marqué par des « remarques assassines », des critiques « acerbes », et une pression professionnelle intense. Certains anciens salariés évoquent des humiliations répétées et une souffrance psychologique au travail. Ces accusations ont été portées à l’attention des ressources humaines de Radio France en juillet 2024, à la suite de l’annonce du retour de Patrick Cohen à l’antenne.

## Productions et participations à caractère artistique

### Publications
- Avec Jean-Marc Salmon, 21 avril 2002 : Contre-enquête sur le choc Le Pen, Paris, Denoël, coll. « Impacts », 17 avril 2003, 356 p. (ISBN 978-2-207-25425-7)

### Filmographie
- 2016 : Marseille : lui-même
- 2018-2020 : Baron noir : lui-même

## Distinction
En 2016, Patrick Cohen est désigné comme animateur de l'année par le magazine GQ[source insuffisante].